# Deuda de la independencia de Haití
La Deuda de la independencia de Haití, fue el resultado del acuerdo económico y fronterizo que Haití firmó con la República de Francia en 1825 para obtener su independencia de ésta. En este acuerdo, Francia acordó reconocer a Haití como país independiente y soberano, con la condición de que Haití le pagara a Francia una indemnización de 150 millones de francos, para compensar a Francia por la pérdida de bienes, plantaciones y de esclavos que esta sufrió a causa de la revolución de los esclavos de Saint-Domingue. 
Esta deuda le costó a Haití entre 21 y 115 mil millones de dólares anuales en crecimiento económico durante un período de 122 años y los efectos colaterales que generó esta deuda siguen afectando a Haití en el presente. En 1838, la deuda fue reducida de 150 millones de francos a 90 millones, equivalentes a 21 mil millones de dólares de 2004. Incluyendo los intereses, Haití pagó alrededor de 112 mil millones de francos en total. Haití terminó de pagar la deuda en 1947.
Durante 122 años, esta deuda obstaculizó gravemente el desarrollo económico de Haití, pues los pagos de intereses y cargos por pagos atrasados consumieron gran parte del PIB anual haitiano. Estos pagos le impidieron a Haití tener fondos disponibles para financiar servicios públicos como salud, educación, seguridad o infraestructuras, haciendo que la nación se volviera ingobernable.
Francia envió una flota de barcos de guerra a Haití para obligarla a firmar la ordenanza de pago en 1825, 21 años después de que Haití se declarara libre en 1804. Gracias a la presión internacional y a las exageradas demandas económicas de Francia, Haití se vio obligada a tomar grandes préstamos al banco francés Crédit Industriel to Commercial, haciendo que los accionistas de dicho banco se puedan enriquecer. Aunque Francia recibió el último pago de la deuda en 1888, el gobierno de los Estados Unidos financió la adquisición del Banco Nacional de Haití en 1911 para recibir pagos de intereses relacionados con la indemnización. En 1922, el resto del dinero que Haití debía a Francia, fue transferido para ser pagado a inversionistas estadounidenses.
Finalmente, en 1947, Haití realizó los últimos pagos de intereses asociados a la deuda al Banco Nacional de la Ciudad de Nueva York (hoy Citibank). En 2016, el gobierno francés rechazó la ordenanza de Carlos X de 1825, pero no ofreció ninguna devolución de dinero. Varios economistas e historiadores han calificado esta deuda de independencia como la causa culpable de la pobreza de Haití a día de hoy, y es vista como un ejemplo de deuda odiosa. En 2022, el periódico estadounidense The New York Times publicó un trabajo de investigación especial sobre la deuda de la independencia de Haití.

## Historia

### Colonia Francesa de Saint-Domingue

Mapa de la Colonia Francesa de Saint- Domingue, en 1777. Al Este, se encuentra la Capitanía General de Santo Domingo (territorio de España) La frontera que divide la Isla en el mapa, es la frontera pactada Entre Francia y España en el Tratado de Aranjuez de 1777. En un principio, la Isla de la Española entera le pertenecía a España. Los franceses lograron apoderarse de la parte oeste de la Isla después de que se realizaran las Devastaciones de Osorio (1605-1606).

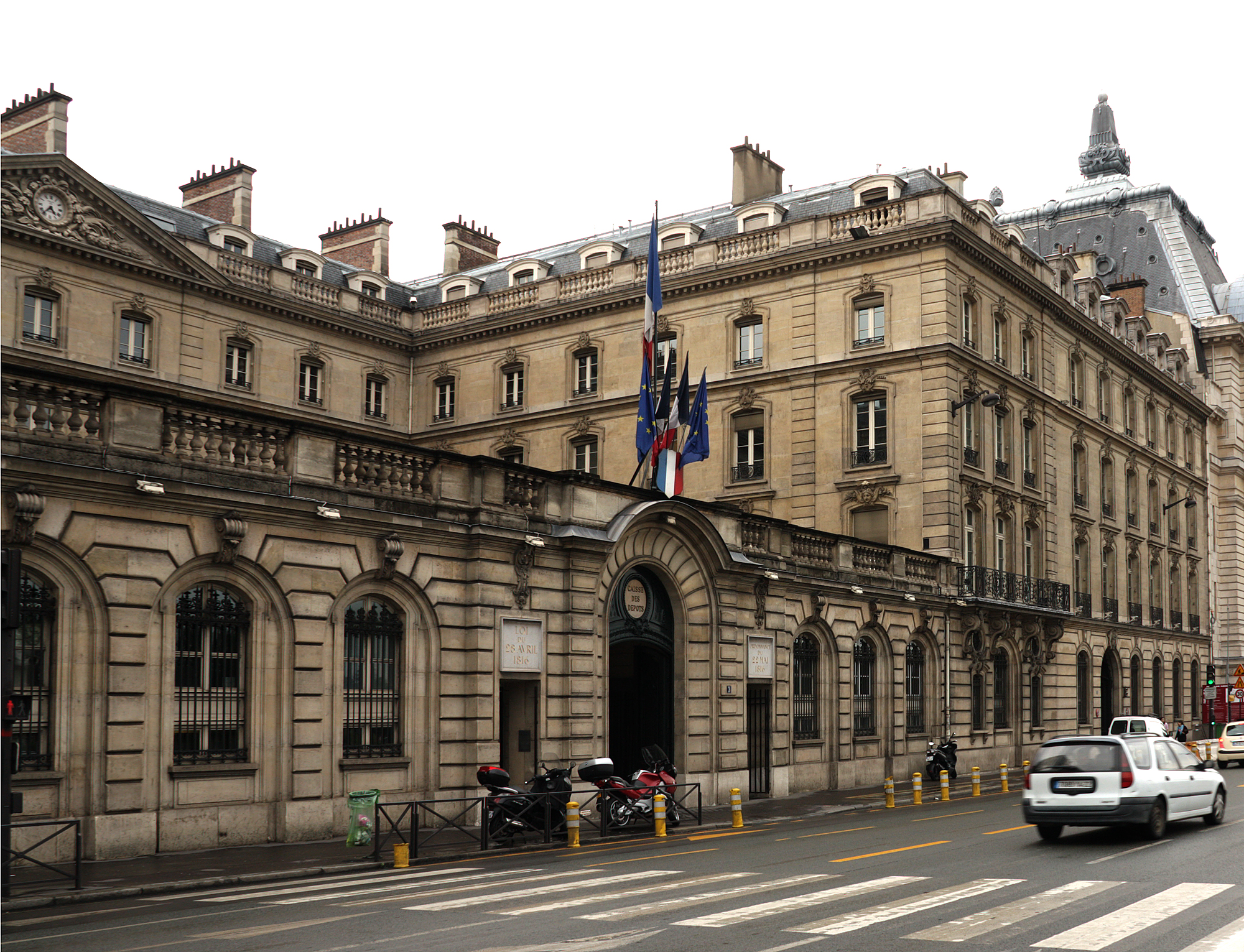
Sede de la Caja de Depósitos y Consignaciones de Francia. Fue en este banco donde Haití depositaba el dinero de su Deuda de Independencia

La colonia Francesa de Saint-Domingue, (Hoy Haití), era la colonia europea más productiva y rentable del mundo durante el siglo XVIII hasta inicios del Siglo siglo XIX. Francia sacó mucha riqueza de esta colonia usando esclavos africanos. La población de esclavos de Saint-Domingue era tan grande, que esta representaba un tercio del total del Comercio atlántico de esclavos. Entre los años 1697 y 1804, los colonos franceses llevaron 800 000 esclavos desde el África Occidental a la parte francesa de la isla de la española para trabajar en vastas plantaciones de café, cacao, algodón, añíl y caña de azúcar. En el año 1790, la población de la colonia Francesa de Saint-Domingue alcanzó los 520 000 habitantes, de los cuales, 425 000 eran esclavos. La tasa de mortalidad de los esclavos era muy alta; Los franceses ponían a los esclavos a trabajar en las plantaciones hasta morir, y sustituían a los esclavos fallecidos con más esclavos traídos desde África, pues a los franceses les resultaba más barato sustituir a los esclavos muertos con nuevos esclavos importados. En aquella época, los productos que Francia extraía de la colonia Francesa de Saint-Domingue, constituían el 30% del comercio francés, y el azúcar representaba el 40% del mercado atlántico. Alrededor del 60% del café que se consumía en los mercados europeos salía de esta colonia.
La colonia Francesa de Saint-Domingue era una fuente de ingresos sumamente importante para Francia.

### Independencia de Haití
En 1791, los esclavos de la colonia Francesa de Saint-Domingue, se rebelaron contra sus amos franceses. La guerra entre franceses y esclavos duró 12 años, hasta que los esclavos vencieron a los franceses, declarando la Independencia de Haití en 1804.  Como resultado, el comercio de esclavos comenzó a desviarse desde Haití hacia el sur de los Estados Unidos, lo que llevó crecimiento económico a la joven nación, y gran poder a los americanos propietarios de esclavos, que se hicieron aún más ricos que los esclavistas franceses.
El gobierno de Haití buscó la ayuda de Reino Unido, con la esperanza de que esta potencia le diera reconocimiento diplomático, debido a la historia de enemistad que el Reino Unido tenía con Francia. Incluso, los haitianos intentaron convencer al gobierno británico ofreciéndole Impuestos de importación más bajos. Sin embargo, durante el Congreso de Viena de 1815, el El gobierno británico acordó no impedir las acciones de Francia "por cualquier medio posible, incluido el de las armas, para recuperar colonia Francesa de Saint-Domingue y someter a los habitantes de esa colonia". En 1823, el Reino Unido reconoció la independencia de Colombia, México y otras naciones de Latinoamérica, pero se abstuvo de reconocer la independencia de Haití, desilusionando aún más a los haitianos.
Mientras Francia no reconociera la independencia de Haití, los haitianos seguirían estando aislados diplomáticamente y con el riesgo de ser invadidos por los franceses otra vez. Haití también gastó mucho dinero comprando pertrechos militares y construyendo fortalezas en espera de una posible invasión francesa. El Presidente de Haití en ese momento, Jean-Pierre Boyer, envió sus diplomáticos a Francia buscando resolver la situación de Haití mediante un acuerdo. El 16 de agosto de 1823, en la ciudad de Bruselas, Haití propuso renunciar a todos los derechos de importación sobre los productos franceses durante cinco años y luego los derechos se reducirían a la mitad al final del período; Francia rechazó la oferta de plano.
En 1824, El presidente Haitiano Jean Pierre-Boyer, comenzó a preparar a Haití para enfrentar una posible invasión militar francesa, trasladando armamentos y pertrechos militares al interior del país, para aumentar las defensas. Posteriormente, Francia convocaría a los diplomáticos haitianos para hacer negociaciones. En las reuniones celebradas entre junio y agosto de 1824, Haití se ofreció a pagar una indemnización a Francia por sus bienes y propiedades perdidas. Francia afirmó que solo reconocería la independencia de la parte francesa de su antiguo territorio en la parte oeste de la isla de La Española. Al mismo tiempo, Francia quería mantener el control de las relaciones exteriores de Haití.
La reunión terminó en desacuerdo.

## Haití es rechazada por la comunidad internacional
La independencia de Haití fue recibida con gran miedo y rechazo por parte de los países de la región, pues todos estos países, eran naciones esclavistas. Estados Unidos, las Potencias Europeas y sus colonias en América, naciones gobernadas por blancos, que tenían esclavos y que practicaban la esclavitud, tenían miedo de que sus esclavos se motivaran a seguir el mismo ejemplo de los haitianos de rebelarse, matar a sus amos, amotinarse, fundar estados y tumbar gobiernos. [cita requerida]
Al mismo tiempo, los haitianos no se conformaron con haber abolido la esclavitud en su territorio; los haitianos también querían incitar a los esclavos de las colonias vecinas a que se rebelaran y abolieran la esclavitud, igual como ellos mismos lo habían hecho. Las naciones vecinas no querían tener rebeliones de esclavos como la haitiana en sus territorios, ni querían darle a pensar ideas peligrosas a sus propios esclavos.
Los países de la región tenían miedo de que la chispa de la rebelión antiesclavista que comenzó en Haití se expandiera por todo el continente, así que agarraron a Haití y la aislaron política y diplomáticamenteː retiraron sus diplomáticos, los puertos del continente le prohibieron la entrada a los barcos de carga haitianos, e impusieron bloqueos navales alrededor de sus costas.[cita requerida]
Una revuelta de esclavos, que finalizó con la creación de un estado, fue vista como precedente de alto riesgo por la comunidad internacional de la época. En consecuencia, el resto de potencias europeas con colonias en África y Asia, se pusieron de acuerdo con las demás, y entre todas, le aplicaron a Haití un bloqueo diplomático y comercial que la dejó aislada del mundo, y realizaron un boicot a los productos de exportación haitianos.[cita requerida]
El Presidente Thomas Jefferson (que también era propietario de esclavos) tenía miedo de que la exitosa rebelión de esclavos de Haití motivara a los esclavos de Estados Unidos y del continente a rebelarse también. En respuesta, Jefferson le quitó a Haití la asistencia económica facilitada por John Adams y buscó el aislamiento diplomático de Haití durante todo su mandato. Los Estados Unidos, cooperaron con los franceses y sus aliados, para mantener a Haití aislada diplomática y económicamente durante décadas.

### El nuevo líder agudiza el aislamiento

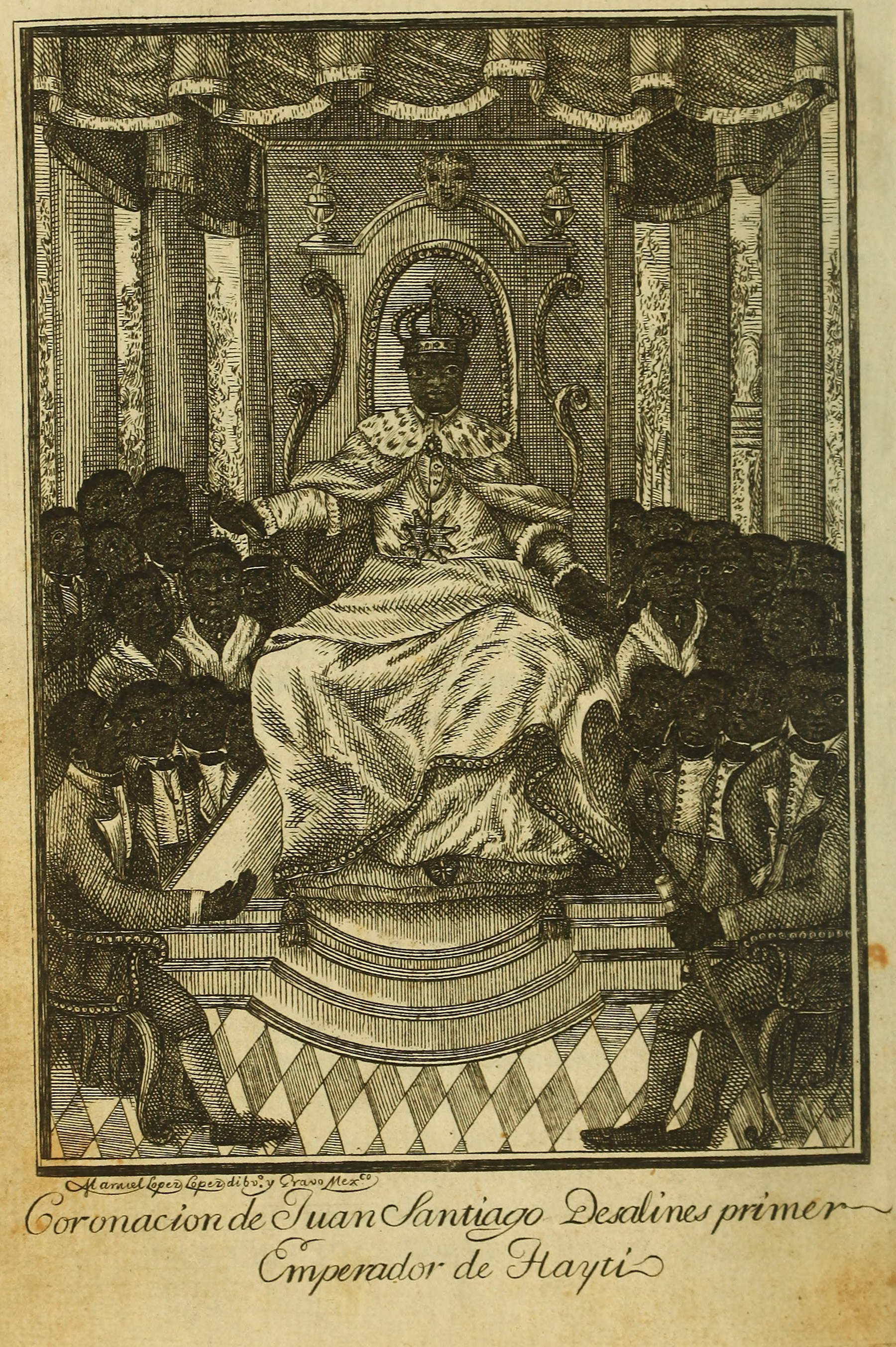
Grabado de la coronación de Jean-Jacques Dessalines como Primer Emperador de Haití.

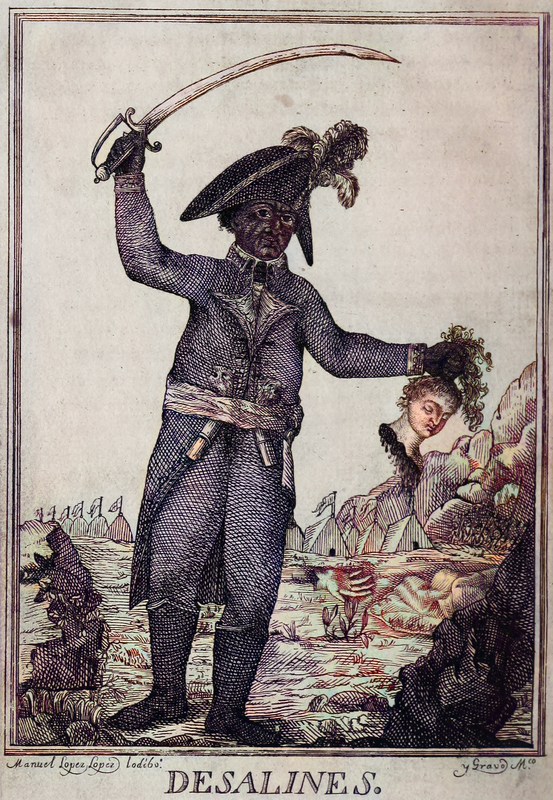
Grabado que representa a Jean-Jacques Dessalines sosteniendo la cabeza de una mujer blanca.

Los gobiernos del área se negaron a dialogar con Jean-Jacques Dessalines, el fundador del estado haitiano y su primer gobernante. A diferencia de Toussaint Louverture, que tenía una actitud más diplomática y negociadora, Dessalines era todo lo contrario: su comportamiento atrevido y su odio apasionado hacia la gente de piel blanca le quitaron a la nueva nación toda posibilidad de establecer relaciones diplomáticas y comerciales saludables. 
Toussaint Louverture, el líder que dirigió la rebelión de esclavos antes que Dessalines, sabía bien que para tener un gobierno estable, necesitaba una economía funcional. La economía de la colonia Francesa de Saint-Domingue estaba basada enteramente en la exportación de productos agrícolas como el café, el cacao, el algodón, el añil y la caña de azúcar. La colonia francesa de Saint Domingue necesitaba países socios que estuvieran dispuestos a comprar sus productos; de lo contrario, la economía de la colonia caería en el caos. Toussaint estaba consciente de ese riesgo. Por eso, siempre trató de manejar la situación con prudencia a través del diálogo, cada vez que le fue posible. Sin embargo, Dessalines tenía una actitud totalmente diferente. Más tarde, los franceses emboscaron a Toussaint, lo enviaron a Francia y lo encarcelaron en los confines del Jura, donde murió.
Después de la captura de Toussaint, Dessalines tomó el mando de la rebelión, venció con éxito a las tropas del general Leclerc y luego asumió el control político de la colonia como gobernador general vitalicio de Saint-Domingue. 
Desafortunadamente, el rencor insondable que Dessalines sentía por las personas de piel blanca fue la motivación detrás de sus medidas políticas. En 1803, Dessalines tomó la bandera francesa, que era la que ondeaba en la colonia, y le quitó el rectángulo blanco en señal de que los blancos habían sido eliminados de Saint Domingue. Luego volvió a juntar las piezas azul y roja para crear la primera bandera haitiana.
El 22 de septiembre de 1804, Dessalines decretó la desaparición definitiva de la Colonia Francesa de Saint Domingue, y en su lugar, declaró el nacimiento de un nuevo país, llamado "Imperio de Haití". Es decir, el estado haitiano nació, no como una república, sino como un imperio.
Al mismo tiempo, Dessalines, que nació y fue esclavo buena parte de su vida, se nombró a sí mismo emperador con el título de Jacques I de Haití, un acto que fue mal visto por las monarquías europeas. También creó una constitución imperial, donde se les prohibió a las personas de piel blanca poder poseer tierras y donde todos los ciudadanos haitianos eran definidos como negros, sin importar cuál fuese su color. 
También ordenó que se les diera inmediatamente la ciudadanía haitiana y el estatus de hombre libre a todo esclavo fugitivo que lograra llegar con vida al ahora territorio haitiano; una política muy noble en esencia, pero con efectos negativos en una época y lugar donde la fuga de un esclavo era vista como la pérdida de una inversión.
Subsecuentemente, Dessalines le ordenó a su ejército matar a todas las personas de piel blanca que quedaban en el país.   Alrededor de 3000 a 5000 personas blancas de ascendencia francesa, de ambos sexos y de todas las edades, fueron brutalmente masacradas.  Sorprendentemente, Dessalines no le ocultó al mundo la realización de la masacre. Justificó la matanza como una "venganza justa", como una medida necesaria para salvaguardar la "seguridad nacional" de Haití.
Es importante recalcar que no todos los blancos fueron asesinados. Los alemanes que vivían en Saint-Domingue antes de la rebelión y los polacos que lucharon junto a los esclavos fueron perdonados. Los blancos acaudalados con contactos en el ejército haitiano lograron escapar de la isla a escondidas sobornando oficiales. No obstante, la matanza de blancos le dio a los países vecinos una horrible primera impresión sobre la recién fundada Haití. 
Dessalines no se conformó con matar a los franceses en su parte de la isla. En ese momento, la parte española de la isla se encontraba bajo control francés. En la parte española de la isla, aún había tropas francesas. Dessalines tenía miedo de que las tropas francesas en la parte española pudieran atacar a Haití en cualquier momento, pues Francia aún seguía planeando recuperar su colonia más rentable a toda costa.
En 1805, Dessalines violó el artículo Número 36 de su propia constitución y lanzó una invasión militar sobre la parte española, buscando sacar a los franceses de allí, pero fue derrotado exitosamente por las tropas del general Jean-Louis Ferrand y la flotilla del almirante Édouard de Missiessy.
En su retirada de regreso a Haití, Desalines y su derrotado ejército descargaron su frustración sobre la población dominicana indefensa por los pueblos donde cruzaron. Los soldados haitianos devastaron la parte española de la isla hasta donde pudieron. Los pueblos de Baní, Azua, San José de las Matas, Monte Plata, Cotuí, San Francisco de Macorís, La Vega, Santiago, Moca y Monte Cristi fueron reducidos a cenizas.
Ya de regreso en Haití, Desalines tuvo que enfrentar la difícil situación económica que estaba sufriendo el país. La economía de la ex-colonia de Saint-Domingue (ahora el Imperio de Haití) se basaba en la exportación de bienes agrícolas con los esclavos cultivando y cosechando estos bienes en las plantaciones.
Sin embargo, Dessalines había abolido la esclavitud; por lo tanto, los esclavos eran ahora "hombres libres" y ya no querían volver a trabajar en las plantaciones donde tanto habían sufrido. Con las plantaciones vacías, sin esclavos que las hicieran producir, la economía estaba estancada. Desalines necesitaba reactivar el trabajo en las plantaciones para la exportación y ayudar a sostener el país. 

## La ordenanza de Carlos X de Francia
El 3 de julio de 1825, 3 barcos de guerra franceses comandados por el capitán Barón de Mackau llegaron a la bahía de Puerto Príncipe. Poco después, 12 barcos de guerra más llegaron a las costas de Puerto Príncipe comandados por los almirantes Pierre Roch Jurien de La Gravière y Jean-Baptiste Grivel. Un total de 15 barcos de guerra, cargando entre todos 528 cañones, atracaron en la bahía de Puerto Príncipe y le exigieron al gobierno haitiano pagarle a Francia una indemnización por sus propiedades, plantaciones y esclavos perdidos y por la matanza de blancos de Haití de 1804.
Los marinos franceses le exigieron al gobierno haitiano firmar la siguiente ordenanza, emitida por Carlos X, rey de Francia:
| "Carlos, por la gracia de Dios, Rey de Francia y Navarra. "A todos los aquí presentes, Saludos. "Vistos los artículos 14 y 73 de la Carta. "Deseando atender los intereses del comercio francés, las desgracias de los antiguos colonos de Saint-Domingue y la condición precaria de los habitantes actuales de la isla; "Hemos ordenado y ordenamos lo siguiente: "Artículo I. Los puertos de la parte francesa de Saint-Domingue estarán abiertos al comercio con todas las naciones. "Los impuestos aplicados en estos puertos, ya sea sobre barcos o mercancías, al momento de su entrada o salida, serán iguales y uniformes para todas las naciones, excepto para Francia, en cuyo beneficio estos impuestos, se reducirán a la mitad del monto. "Artículo II. Los habitantes actuales de la parte francesa de Saint-Domingue, pagarán, en la caja de depósitos y consignaciones de Francia, en cinco cuotas anuales, la primera pagadera el 31 de diciembre de 1825, la suma de ciento cincuenta millones de francos, para compensar a los antiguos colonos que pudieran reclamar una indemnización. "Artículo III. Bajo estas condiciones otorgamos, mediante la presente ordenanza, a los habitantes actuales de la parte francesa de Saint-Domingue, la plena independencia de su gobierno. "Y la presente ordenanza se sellará con el gran sello. "Hecho en París, en el Palacio de las Tullerías, este 17 de abril, A. D. 1825, y el primero de nuestro reinado. "Carlos. "Por el Rey: El Par de Francia, Ministro Secretario de Estado para la Marina y las Colonias. "Comte de Chabrol." |

En esta ordenanza, Francia le exigió a Haití el pago de una indemnización de 150 millones de francos, a cambio de reconocer la independencia haitiana. En adición al pago, el Rey Carlos X le ordenó a Haití rebajar los impuestos a todas las importaciones francesas a la mitad, haciendo que el pago de la deuda fuese aún más difícil para los haitianos. El 11 de julio de 1825, el senado haitiano firmó la ordenanza para comenzar a pagar la indemnización a Francia.

## Pago de la indemnización

Logotipo del Banco Crédit Industriel et Commercial, C.I.C.

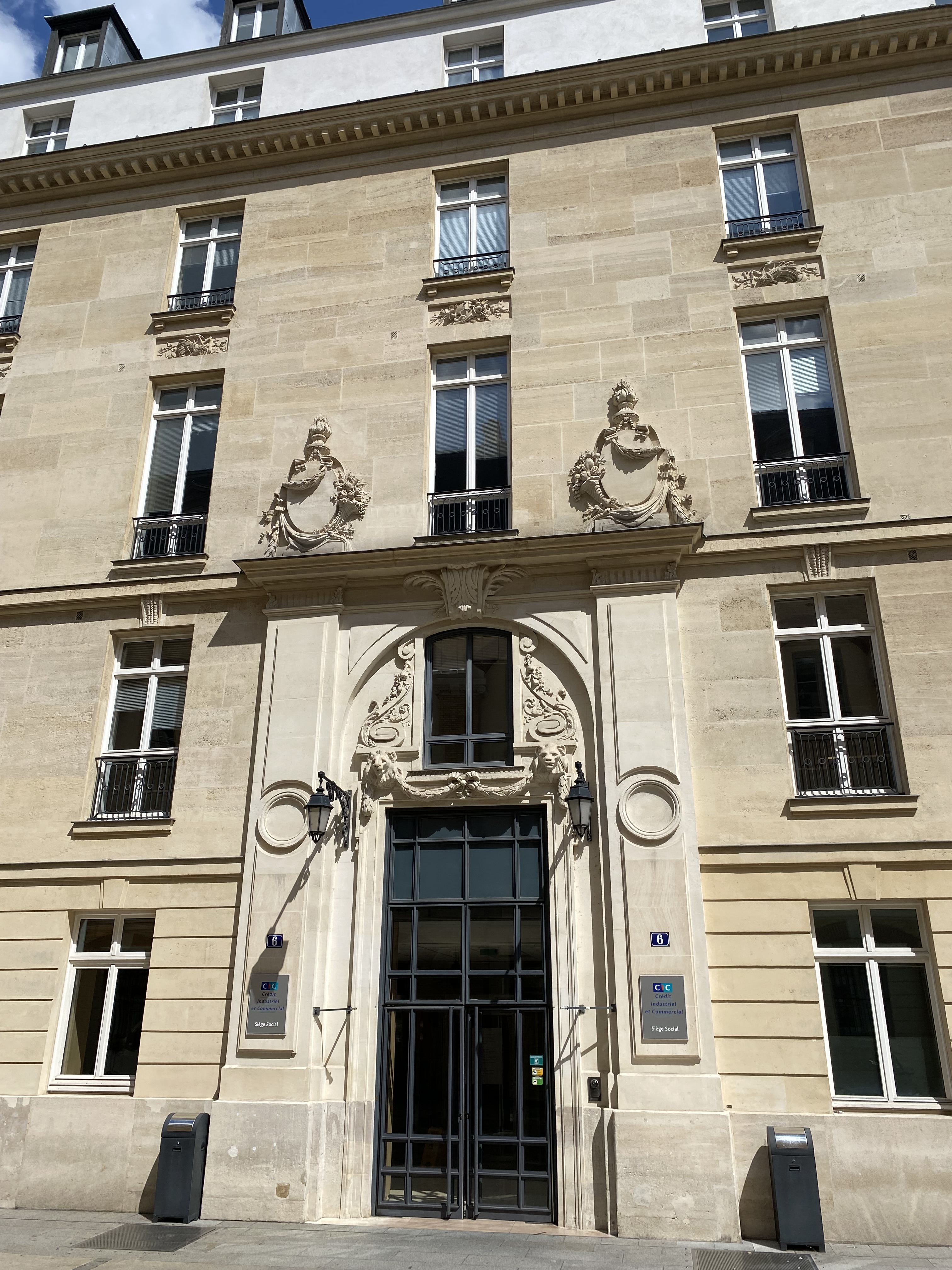
Fachada del Edificio principal del Banco Crédit Industriel et Commercial, CIC, localizado en la Avenue de Provence, París, Francia.

Francia diseñó los pagos con el objetivo de crear una "deuda doble"; Haití realizaría un pago directo anual al gobierno francés, pero como Haití no tenía ese dinero, ésta tuvo que tomar dinero prestado de bancos franceses y pagar intereses de dichos préstamos, para poder cumplir con los pagos anuales a Francia. Según un ministro francés, esta deuda de independencia era "el principal activo de Francia en Haití, la cuestión que dominaba todo para nosotros". Haití pagó gran parte del dinero de esta deuda directamente en el banco estatal francés Caisse des Dépôts et Consignations. Francia ordenó a Haití que pagara los 150 millones de francos en un período de cinco años, siendo el primer pago anual de 30 millones de francos, una cantidad seis veces mayor a los ingresos anuales que recibía el estado haitiano. Esto obligó a Haití a coger un préstamo del banco privado francés Ternaux, Gandolphe et Cie. para hacer el primer depósito.
Los primeros 30 millones de francos requirieron un préstamo de 24 millones de francos [¿cuándo?] del banco Ternaux, Gandolphe et Cie., que resultó en altísimas tasas de interés. Las arcas del estado haitiano quedaron totalmente vacías, con barcos franceses transportando cofres de dinero desde de Puerto Príncipe hasta París. Los primeros 24 millones de francos, se transportaron desde las bóvedas de Ternaux, Gandolphe et Cie. hasta las arcas del Tesoro Público Francés. [cita requerida]
Haití continuaría cogiendo préstamos de bancos estadounidenses y franceses para cumplir con sus pagos. Las sumas de dinero que habían que buscar eran tan grandes, que Haití no podía realizar los pagos a tiempo y esto aumentaba las tensiones con Francia por incumplimiento de pago. El banco Ternaux, Gandolphe et Cie. se apoderó de los bienes del gobierno haitiano por este no pagar su préstamo a tiempo, aunque el Tribunal del Sena anuló estas acciones el 2 de mayo de 1828. El 12 de febrero de 1838, Francia finalmente acordo reducir la deuda de 150 millones a 90 millones a ser pagados en un plazo de 30 años para compensar a los colonos que perdieron sus propiedades, equivalentes a US$21 mil millones de dólares de 2004. Jean-Pierre Boyer, el Presidente Haitiano que aceptó pagar esta deuda, fue expulsado del país en 1843 por ciudadanos haitianos que exigían tener más derechos y pagar menos impuestos. Boyer se exilió en Francia, donde murió en 1850.
Para finales del siglo XIX, el 80̥% de los ingresos del Estado Haitiano eran usados para pagar esta deuda de independencia, siendo Francia el principal acreedor, seguida de Alemania y Estados Unidos. En 1874 y 1875, Haití tomó dos grandes préstamos, aumentando aún más la deuda externa del país. Los bancos franceses cobraron a Haití el 40% de los fondos prestados, solo por comisiones y otros cargos y CIC pasaría a adquirir "gran parte del futuro financiero de Haití", según The New York Times.
En 1880, El Presidente Haitiano Lysius Salomon, le dio al Banco francés Crédit Industriel et Commercial, C.I.C., una concesión de 50 años para que este banco se encargara de emitir la moneda haitiana y manejara las finanzas del Estado Haitiano. Para estos fines, el Banco francés Crédit Industriel et Commercial, CIC fundó el Banco Nacional de Haití, un banco privado controlado por el C.I.C., con su sede central en París y con su única extensión en Puerto Príncipe. El C.I.C. le cobraba comisiones enormes al estado haitiano por sus operaciones como emisor de moneda y gestor financiero. A través del Banco Nacional de Haití (que era "Nacional" solo en el nombre) , El C.I.C extraía grandes cantidades de dinero por comisiones, mientras financiaba la construcción de la Torre Eiffel.
El catedrático Éric Monnet, de la Escuela de Economía de París describió al Banco Nacional de Haití como una entidad "de extracción, pura y simplemente". El haitiano Charles Laforestrie, que vivía principalmente en Francia y que metió presión para que Haití aceptara el préstamo de 1875 con el C.I.C., renunció a sus cargos públicos en Haití bajo acusaciones de corrupción, y se unió a la junta de directores de Banco Nacional de Haití en su sede de París poco después de este fundarse.

## El refinanciamiento de la deuda

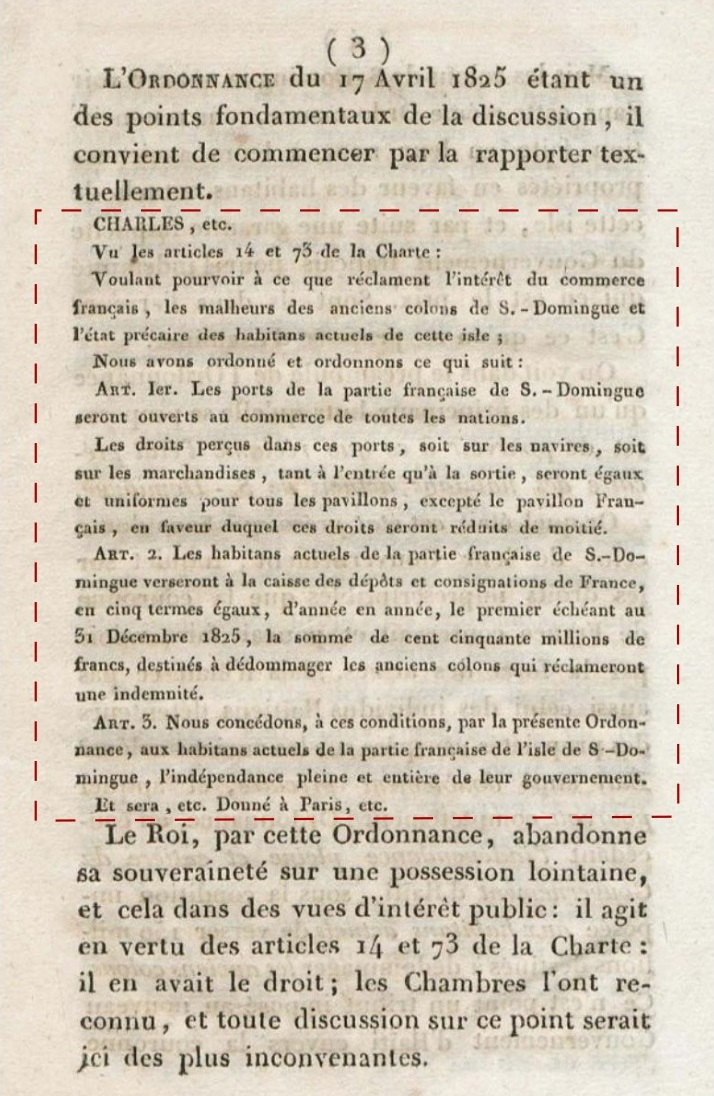
Extracto de la Ordenanza Resumida, encontrada en el Libro tituladoː Sobre la Indemnización de Los Antiguos Colonos de Saint-Domingue --- Memoria publicada en nombre de los Antiguos Colonos / Propietarios Residentes en Nantes --- Imprenta de Forest, mayo de 1828.

A inicios de la década de 1830, los pagos que Haití realizaba, y los préstamos que esta tomaba, eran tan enormes, que las arcas del estado haitiano quedaron vacías y el gobierno se declaró en la bancarrota absoluta.[cita requerida]
En 1834, el gobierno francés, comenzó a realizar preparativos para refinanciar la deuda, y creó una comisión compuesta por los abogados de la firma Dalloz, Delagrange, Hennequin, Dupin, Jeune, et. al., para que estos analizaran la naturaleza jurídica de la Ordenanza de Carlos X de 1825. {cita requerida|}}
Después de hacer sus estudios, la comisión declaró que esta ordenanza era ilegal. Era el Estado Francés el que tenía que indemnizar a los antiguos colonos de Saint-Domingue, no los haitianos
Era el gobierno de Francia (no Haití) el que debía de asumir la responsabilidad por la pérdida de tierras y esclavos que colonos franceses sufrieron, pues Francia renunció a seguir ejerciendo soberanía sobre la Colonia de Saint Domingue (1804-1825). Era el Estado Francés el que tenía que indemnizar a los antiguos colonos de Saint-Domingue, no los haitianos
Además, la comisión culpó al gobierno francés de irresponsable, por haberse involucrado en un acuerdo de deuda que ellos sabían muy bien que Haití no iba a poder cumplir.

## Ocupación militar de los Estados Unidos sobre Haití

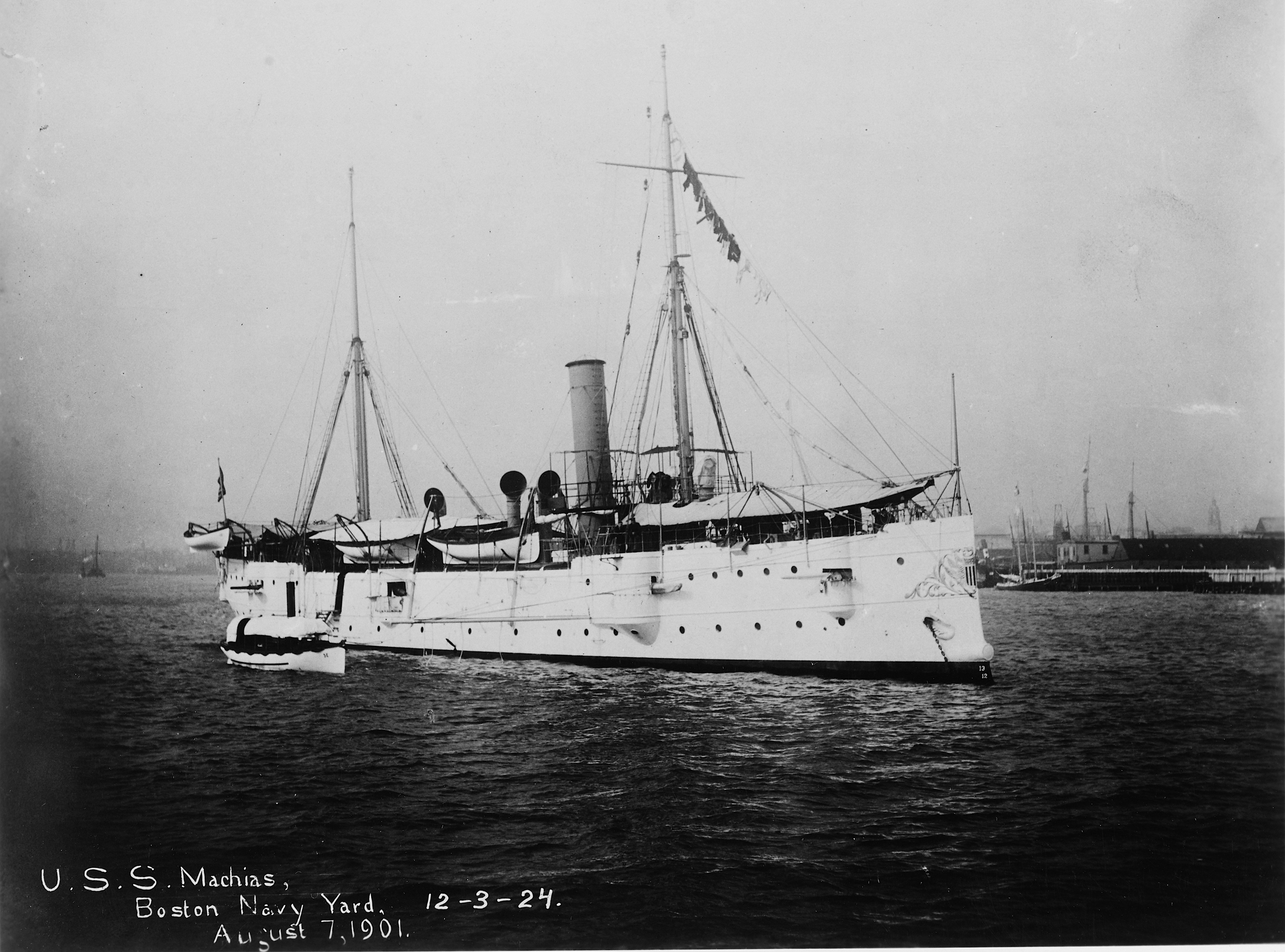
Foto del Cañonero USS Machias (PG-5), de la Marina de Estados Unidos. Este barco fue utilizado para transportar las reservas de Oro de Haití desde Puerto Príncipe a Nueva York. El Oro fue depositado en el edificio 55 Wall Street.

En 1903, las autoridades haitianas comenzaron a acusar al Banco Nacional de Haití de fraude bancario y extorsión, y en 1908, el ministro de finanzas de Haití, Frédéric Marcelin, atacó al Banco Nacional de Haití para que empezarara a trabajar a favor del pueblo haitiano. Ante esta situación, los funcionarios franceses comenzaron a idear planes para reorganizar sus intereses financieros en Haití.
El Embajador Francés en Haití en ese momento, Pierre Carteron, reaccionó a los ataques de Marcelin afirmando que:

"Es de suma importancia que estudiemos la forma de como crear una nueva institución de crédito francés en Puerto Príncipe... sin ningún vínculo cercano con el gobierno haitiano".

Durante años, varios grupos empresariales de Estados Unidos habían buscado tener influencia en Haití. De 1910 a 1911, el Departamento de Estado de los Estados Unidos le dio su respaldo a un consorcio de inversionistas (dirigido por el National City Bank of New York) para que adquirieran el control sobre el BNH. una vez logrado esto, los nuevos inversionistas crearon un nuevo banco, el Banco Nacional de la República de Haití. Este nuevo banco retenía pagos pertenecientes al gobierno haitiano, una actividad fraudulenta que generó muchos disturbios.
Aunque el̟ C.I.C. fue excluido, los franceses siguieron teniendo acciones en este nuevo banco Después de realizado el golpe de Estado contra Michel Oreste en 1914, se armaron grandes disturbios en Haití. El National City Bank y el B.N.R.H. le exigieron al gobierno norteamericano que enviaran al Cuerpo de Marines a custodiar las reservas de oro haitianas que estaban en su poderː Casi US$500,000 (equivalentes a $13,526,578 de 2021) En diciembre de ese mismo año, el oro fue transportado desde Puerto Príncipe hasta Nueva York aborde del USS Machias (PG-5) y fueron depositados en las bóvedas del National City Bank, ubicadas en el edificio 55 Wall Street. Esta maniobra le dio a los Estados Unidos el control efectivo sobre las finanzas haitianas.
El golpe de Estado realizado contra el presidente haitiano Vilbrun Guillaume Sam, y el subsecuente desorden generado por este, hicieron que el Presidente Norteamericano Woodrow Wilson ordenara una ocupación militar a Haití para proteger los intereses comerciales estadounidenses, el 28 de julio de 1915.[cita requerida] En solo seis semanas, las fuerzas estadounidenses tomaron el control de las aduanas, instituciones administrativas, bancos y el tesoro nacional de Haití. Estados Unidos utilizó un cuarenta por ciento del ingreso nacional de Haití para pagar las deudas de los bancos estadounidenses y franceses durante los próximos diecinueve años hasta 1934.[cita requerida]

## Repercusiones

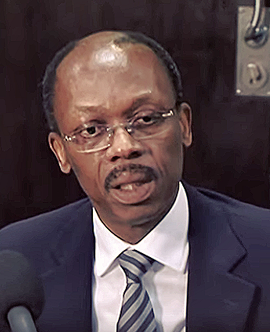
Jean-Bertrand Aristide. El presidente haitiano le exigió a Francia que el dinero fuese devuelto a Haití.

Según el trabajo de investigación realizado por The New York Times, el pago de esta deuda le quitó a Haití todo su potencial económico. De acuerdo con los cálculos realizados por 15 economistas de renombre, esta Deuda de Independencia le arrancó a Haití alrededor de $21 a 115 mil millones de dólares anuales de crecimiento económico por casi 200 años. La Historia de la Deuda de Independencia de Haití no se enseña  en las escuelas francesas. Las familias oligárquicas francesas también se olvidaron de que sus familias se enriquecieron gracias a la Deuda de Independencia de Haití. En 2016, el parlamento francés derogó La Ordenanza de Emancipación de 1825 de forma simbólica, pero no ofreció ninguna devolución de dinero.

### Exigencias de Haití para que se le devuelva el dinero

#### Gobierno de Aristide
En 2003, el presidente haitiano Jean-Bertrand Aristide, le exigió a Francia que le devolviese a Haití alrededor de 21 mil millones de dólares, equivalentes a los 90 millones de Francos que Haití tuvo que pagarle a Francia para que su independencia fuese reconocida.
Según el trabajo de investigación realizado por The New York Times, el gobierno francés ayudó al gobierno de Estados Unidos a hacerle el golpe de Estado a Jean-Bertrand Aristide, pues Francia tenía miedo de que otras ex-colonias francesas siguieran el mismo ejemplo de Aristide de exigirle a Francia indemnizaciones y devoluciones de dinero también (Ej.ː Argelia, Burkina Faso o Senegal).
En febrero de 2004, el Presidente Aristide fue sacado del poder. El Consejo de Seguridad de las Naciones Unidas, del cual Francia es miembro permanente, rechazó la petición del CARICOM de que Haití fuese intervenida militarmente. No obstante, 3 días después, el consejo de seguridad aprobó el envío de fuerzas de paz a Haití, horas después de la controversial renuncia de Aristide. El primer ministro interino Gerard Latortue, que asumió la presidencia después del golpe de Estado a Artistide, desestimó las penticiones de compensación, calificandolas de "Tontas" e "ilegales".[cita requerida]
Myrtha Desulme, integrante del Comité de Intercambio Haití-Jamaica, le expresó al Inter Press Service lo siguienteː 

Yo pienso que eso [pedir devoluciones de dinero] tuvo algo que ver con el golpe de estado, pues ellos [Los Franceses] definitivamente no estaban contentos con eso, e hicieron algunos comentarios muy hostiles [...] Yo pienso que él [Aristide] sí tenía fundamentos para exigir devoluciones de dinero, porque eso [La deuda de independencia]  fue lo que dió inicio a la ruina de Haiti".

#### El Terremoto del 2010
Después del Terremoto de Haití de 2010, el Ministerio de Relaciones Exteriores de Francia le pidió formalmente al Club de París que la deuda externa haitiana fuera perdonada. Esta solicitud fue hecha el 17 de enero de 2010. [cita requerida] Varios comentaristas hablaron sobre la Deuda de Independencia de Haití de a principios del siglo XIX, y de cómo esta había cercenado las capacidades económicas de Haití.